# Прогресс М-08М
Прогресс М-08М — транспортный грузовой космический корабль (ТГК) серии «Прогресс», запущенный к Международной космической станции. 40-й российский корабль снабжения МКС. Серийный номер 408.

## Цель полёта
Доставка на МКС более 2500 кг различных грузов, в числе которых топливо, запасы сжатого кислорода, продукты питания, научная аппаратура: «Фотон-Гамма» для эксперимента «Молния-Гамма» и оборудование для эксперимента «Кулоновский кристалл», дополнительное оборудование для российского и американского сегментов станции, а также посылки для экипажа МКС.

## Хроника полёта
- 27.10.2010, в 19:11:50 (MSK), (15:11:50 UTC) — запуск с космодрома Байконур;
- 30.10.2010, в 16:35:43 (MSK), (13:35:43 UTC) — осуществлена стыковка с МКС к стыковочному узлу на агрегатном отсеке служебного модуля «Пирс». Процесс сближения и стыковки проводился в автоматическом режиме. На заключительном этапе было принято решение перейти на ручное управление;
- 24.01.2011, в 03:42:43 (MSK), (00:42:43 UTC) — ТГК отстыковался от МКС и отправился в автономный полёт.

## Фотографии

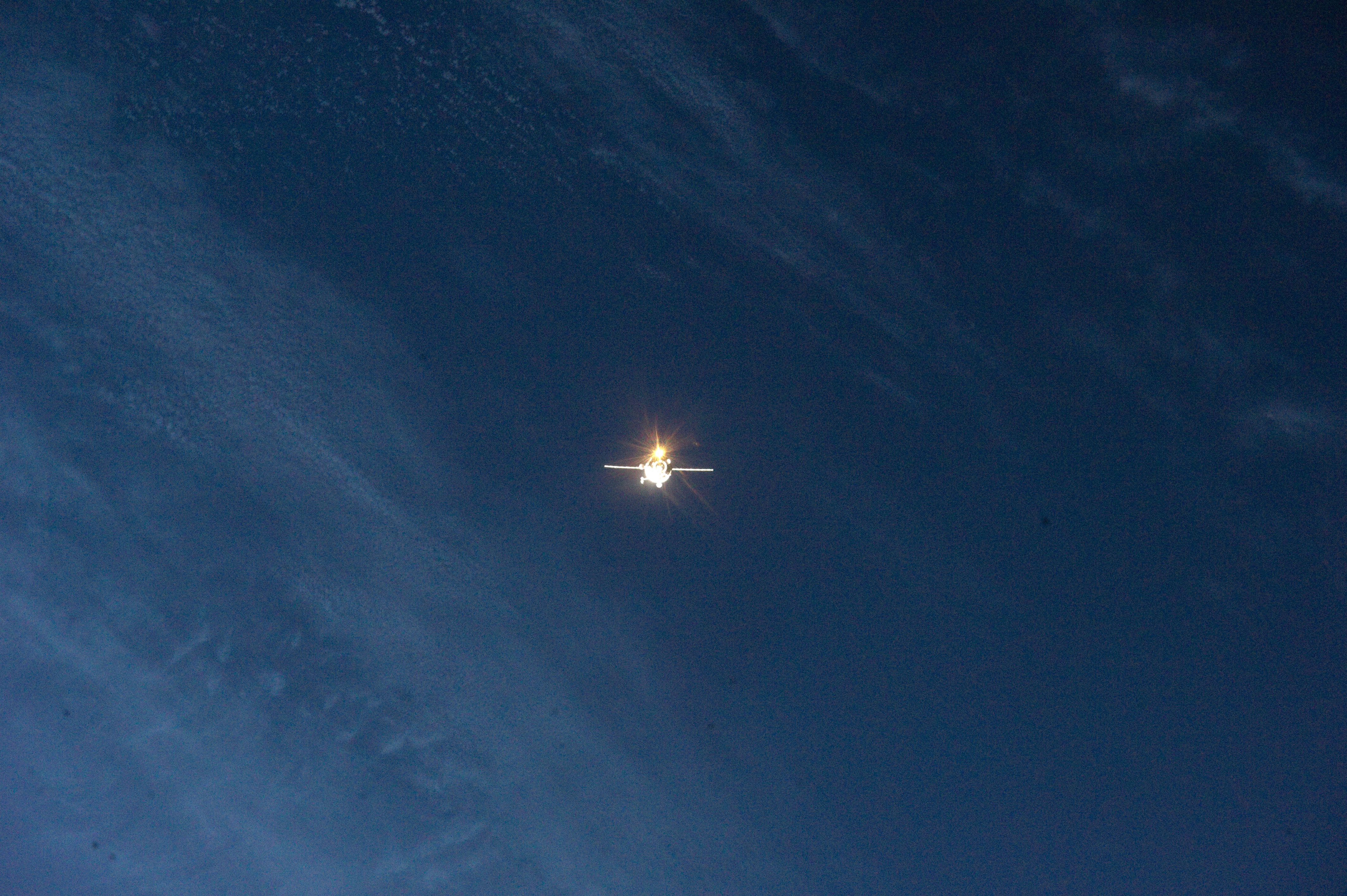
«Прогресс М-08М»  в полете
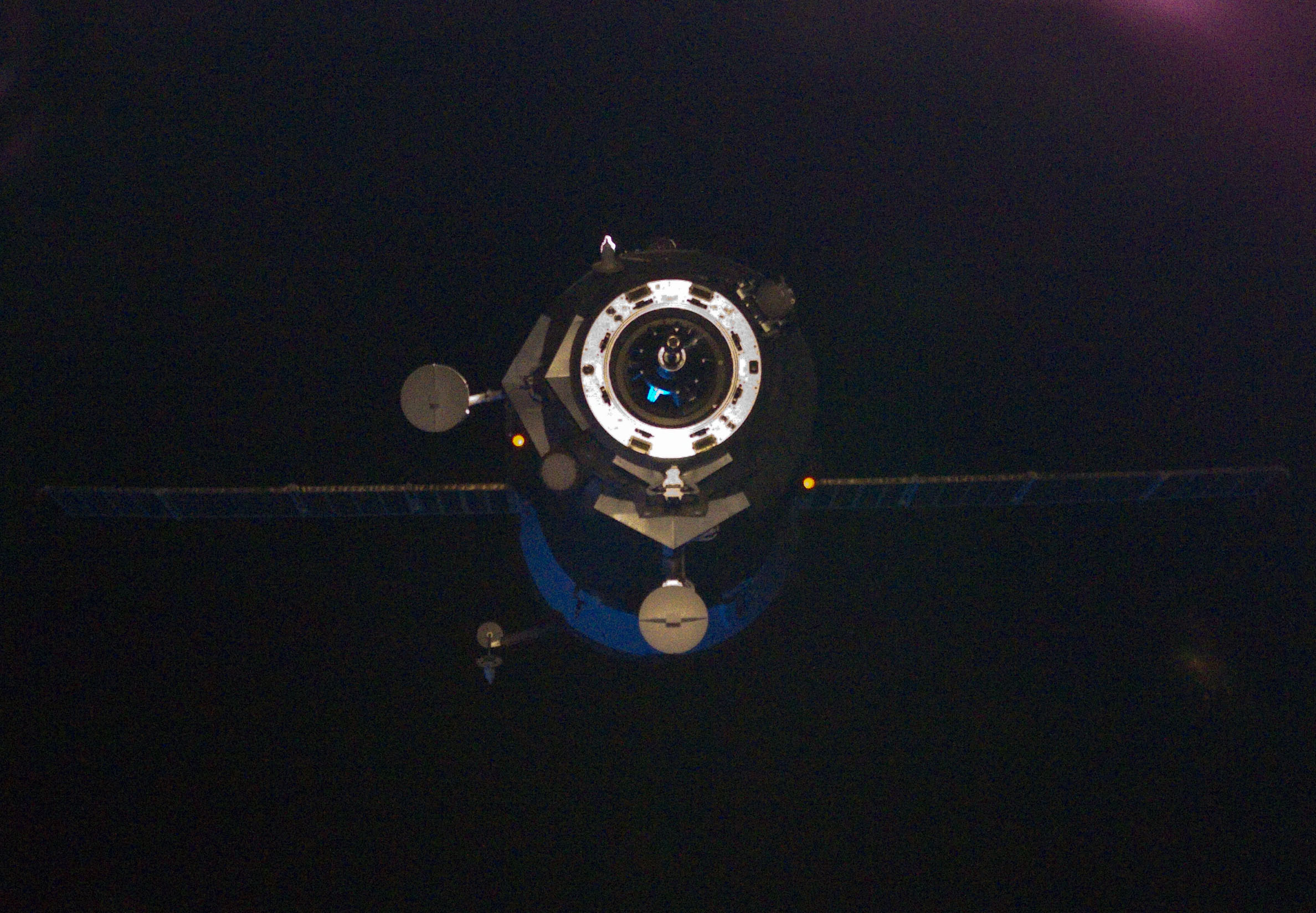
«Прогресс М-08М»  перед стыковкой с МКС